# Илонбе, Ракель
Ракель Илонбе (настоящее имя и фамилия — Ракель дель Позо Эпита) (исп. Raquel Ilonbé; 1938, о. Кориско, Испанская Гвинея — 1992, Мадрид, Испания) — поэтесса и прозаик Экваториальной Гвинеи, фольклорист.

## Биография
Мулатка. Родилась в смешанном браке — отца-испанца и матери-гвинейки. В 1939 году её отец Анхель дель Посо, плантатор с острова Кориско отправился в Испанию, забрав с собой дочь. В провинции Бургос Ракель окончила школу, затем обучалась в консерватории игре на гитаре. Увлекалась балетом, несколько раз ездила с отцом в Экваториальную Гвинею, где у него оставались торговые предприятия. В 1968 году колония получила независимость.
Вышла замуж за своего земляка и вместе с ним вернулась в Гвинею. Жила на две страны, попеременно в Мадриде и Бате, хотя ощущала себя, по собственному признанию, как в клетке, а Бата, столица Экваториальной Гвинеи постепенно превращалась в арену, где правил жестокий диктатор Франсиско Масиаси Нгема, назначивший себя пожизненным президентом Гвинеи.
Умерла в Мадриде в 1992 году.

## Творчество
Писала на испанском языке.
Дебютировала со сборником стихов «Ceiba» в 1978 году в Мадриде, написанными между 1966 и 1978 годами. Использовала псевдоним Илонбе — фамилию клана, к которому поэтесса принадлежала по материнской линии.
Автор лирической поэзии, в которой поражает отсутствие политического подтекста. Как противовес творящимся в Гвинее ужасов. Её лирика отражает глубокую интеграцию африканских и испанских элементов творчества.
Исследования отмечают отсутствие у поэтессы эмигрантского мироощущения, хотя основная тема произведений — тоска по своей родной стране, поиски происхождения, идентичности и стремление к возвращению в родную Африку.
Кроме того, в 1981 году она опубликовала сборник гвинейских легенд и сказок для детей «Leyendas guineanas». Для сбора материала своей книги, путешествовала по неизвестным уголкам Экваториальной Гвинеи, собирала фольклор и исчезающие устные народные традиции. Это первая детская книга в экваториальной гвинейской литературе.

## Избранные произведения
- Ceiba (1978)
- Nerea
- Ausencia
- Amor
- Olvido
- Leyendas guineanas (1981)
- Ceiba II (2015).

## Память
В 2011 году Культурный центр Испании в Малабо учредил премию им. Ракель Илонбе.